# Aphonoides wuyiensis
Aphonoides wuyiensis är en insektsart som beskrevs av Yin, Haisheng och Weinian Zhang 2001. Aphonoides wuyiensis ingår i släktet Aphonoides och familjen syrsor. Inga underarter finns listade i Catalogue of Life.